# ゼッタイジャルっ!
『ゼッタイジャルっ!』は、2010年4月16日から同年9月24日まで関西テレビで放送されていたバラエティ番組である。放送時間は毎週金曜 25:05 - 25:59 (JST)。

## 概要
お笑いコンビ・ジャルジャル初の本格的な冠番組で、『炎上base』の後継番組としてスタート。
番組は、ジャルジャルの2人がゲストの「ゼッタイ!したい事」を叶えていくロケ企画を主にしていた。オープニングでゲストが提示する6つの「ゼッタイしたい事」が3人の背後に置かれたボードに書かれており、そのうちの3つが実際に行われた。さらにそのうちの1つには、ジャルジャルが考案したと番組で紹介される「肘取り合戦」が必ず書かれており、ゲストと対戦することが恒例になっていたが、2010年6月4日放送分からはこのくだりは省略され、ゲストを迎えて短めのトークをした後すぐに「ゼッタイしたい事」実行のためのロケへと向かうようになった。
番組は2010年9月24日をもって終了。同年10月1日からは後継番組の『ジャルやるっ!』が放送されている。

## 出演者
- ジャルジャル（後藤淳平・福徳秀介）
- baseよしもとなどに所属する吉本興業の若手芸人が1 - 数組ランダムに出演。

## 放送日・ゲスト
| 回数 | 放送日        | 内容                                          | ゲスト |
| ---- | ------------- | --------------------------------------------- | --- |
| 1    | 2010年4月16日 | ゼッタイ!死に物狂いで遊びたい!                | 哀川翔 毛利大亮（ギャロップ） |
| 2    | 2010年4月23日 | ゼッタイ、キメたい                            | 武田修宏 |
| 3    | 2010年4月30日 | ゼッタイ!ドキドキしたい                       | クリス松村 スマイル |
| 4    | 2010年5月7日  | ゼッタイ!接待されたい                         | 月亭八光 西代洋（ミサイルマン） 岩橋良昌（プラスマイナス） 水城茂敏（サイドエイト） 桂楽珍 笑福亭仁福                                                             |
| 5    | 2010年5月14日 | ゼッタイ!好感度を上げたい                     | 井筒和幸 銀シャリ 三浦マイルド バンパイア かまいたち |
| 6    | 2010年5月21日 | ゼッタイ!俺の新たな魅力を引き出してくれ       | 円広志 田崎佑一（藤崎マーケット） 奥田修二（学天即） 三浦マイルド お兄ちゃん（ビタミンS） クロスバー直撃                                                          |
| 7    | 2010年6月4日  | ゼッタイ!俺を負けさせてくれ                   | 小籔千豊 加護亜依 |
| 8    | 2010年6月11日 | ゼッタイ!抱かれたい                           | 大久保佳代子 山中絢子、竹村美緒、綺咲あみ 河原さゆり、三上夏輝 |
| 9    | 2010年6月18日 | ゼッタイ!後進を育てて恩返しがしたい           | コージー冨田 兼光貴史（プラスマイナス） 山元康輔（ガスマスクガール） ハロー植田 がっき〜 キングカズヤ ゴメス★河田 ゆうぞう ダブルネーム 矢野正樹（ガリベンズ）    |
| 10   | 2010年6月25日 | ゼッタイ!ネタを作りたい                       | 磯野貴理 宮戸洋行（GAG少年楽団） 水田信二（和牛） 兼光貴史（プラスマイナス） 池田真一（ダブルアート） カバ（カバと爆ノ介） 倉仲汐佳、寺西加織、寺西永里、上咲かな |
| 11   | 2010年7月2日  | 夏休み!楳図でビックリスペシャル               | 楳図かずお 武智正剛（スーパーマラドーナ） かまいたち 女と男 GAG少年楽団 もう中学生                                                                                |
| 12   | 2010年7月9日  | ゼッタイ!もう一人マネージャーが欲しい         | 板東英二 |
| 13   | 2010年7月16日 | ゼッタイ大阪のおいしいものがたべた〜い!       | 里田まい ガスマスクガール 山内健司（かまいたち） |
| 14   | 2010年7月23日 | ゼッタイ!ゴージャスゥ〜！世の中を元気にしたい | IKKO 三浦マイルド |
| 15   | 2010年8月6日  | ゼッタイ!大笑いしたい！                       | 高田延彦 なかやまきんに君 キバ（モストデンジャラストリオ） 駒場卓（ミルクボーイ） 中立豊（ザ・ワールド） プルート沢井（プルートボブ）                             |
| 16   | 2010年8月13日 | ゼッタイ！ラグビーがしたい！                  | サンドウィッチマン 竹村美緒、谷口泉、ながせみほ 中西愛莉、三上夏輝、大奈みき                                                                                      |
| 17   | 2010年8月20日 | ゼッタイ！穴につめたい！                      | 浜田ブリトニー |
| 18   | 2010年8月27日 | ゼッタイ!うまいものをたらふく食いたい！       | 高橋ジョージ |
| 19   | 2010年9月3日  | ゼッタイ！平野に帰りたい！                    | はるな愛 |
| 20   | 2010年9月10日 | 水木一郎さんを探せ！                          | 水木一郎 田崎佑一（藤崎マーケット） |

## スタッフ
- ナレーター：マツモトアキノリ
- 構成：武輪真人、森、友光哲也、上地茂晴、和田義浩、藤井直樹
- CAM：鈴木智雄 (KTV)
- MIX：小野浩一 (KTV)
- LD：大石竜也 (KTV)
- 編集：大須賀真紀・川合尉嗣 (KTV)
- MA：井田憲吾
- 効果：森原健晃、田淵健太
- 美術プロデューサー：池田和彦 (KTV)
- デザイン：井内克信
- 美術進行：永田道徳
- メイク：今次一美
- ロゴデザイン・CG：井口和俊
- タイトル：兵頭和也、大和安芸子
- 協力：バックアップメディア、ウエストワン、ファンズプロダクション
- 広報：長谷川由紀 (KTV)
- アシスタントプロデューサー：村野裕亮（よしもとクリエイティブ・エージェンシー）
- ディレクター：加藤伸一 (BACK-UP) 、高原礼子 (KTV) ・石田耕平・四宮孝史 (FUNS)
- プロデューサー：田中淳 (KTV) 、薮内美賀・金子剛（よしもとクリエイティブ・エージェンシー）
- 制作協力：吉本興業
- 制作著作：関西テレビ